# Францишкув (Воломінський повіт)
Францишкув (пол. Franciszków) — село в Польщі, у гміні Тлущ Воломінського повіту Мазовецького воєводства.
Населення — 257 осіб (2011).
У 1975—1998 роках село належало до Остроленцького воєводства.

## Демографія
Демографічна структура станом на 31 березня 2011 року:
|          | Загалом | Допрацездатний вік | Працездатний вік | Постпрацездатний вік |
| -------- | ------- | ------------------ | ---------------- | -------------------- |
| Чоловіки | 127     | 21                 | 103              | 3                    |
| Жінки    | 130     | 34                 | 62               | 34                   |
| Разом    | 257     | 55                 | 165              | 37                   |